# Albagiara
Albagiara est une commune italienne de la province d'Oristano, dans la région Sardaigne.

## Administration
| Période                                  | Période     | Identité         | Étiquette | Qualité |
| ---------------------------------------- | ----------- | ---------------- | --------- | ------- |
| 14 mai 2001                              | 30 mai 2006 | Maurizio Malloci |           |         |
| 30 mai 2006                              | En cours    | Maurizio Malloci |           |         |
| Les données manquantes sont à compléter. |             |                  |           |         |

### Communes limitrophes
Ales, Assolo, Genoni, Gonnosnò, Mogorella, Usellus, Villa Sant'Antonio.

### Évolution démographique
Habitants recensés